# Arrondissement Nantua
Nantua is een arrondissement van het Franse departement Ain in de regio Auvergne-Rhône-Alpes. De onderprefectuur is Nantua.

## Kantons
Het arrondissement was tot 2014 samengesteld uit de volgende kantons:
- kanton Bellegarde-sur-Valserine
- kanton Brénod
- kanton Izernore
- kanton Nantua
- kanton Oyonnax-Nord
- kanton Oyonnax-Sud
- kanton Poncin

Na de herindeling van de kantons bij decreet van 13 februari 2014, met uitwerking op 22 maart 2015, werd de samenstelling als volgt:
- kanton Valserhône  ( deel: 11/15 )
- kanton Plateau d'Hauteville  ( deel: 12/41 )
- kanton Nantua
- kanton Oyonnax
- kanton Pont-d'Ain  ( deel: 20/24 )